# Paleolibertarianizm
Paleolibertarianizm lub libertarianizm konserwatywny – prawicowy nurt we współczesnej myśli libertariańskiej, którego inicjatorem był Lew Rockwell. Cechuje się wolnościowym nastawieniem w kwestiach politycznych i gospodarczych, przy umiarkowanym konserwatyzmie kulturowym. Łączy on libertariańskie podejście do państwa z konserwatyzmem w kulturze i myśli społecznej. Wpływ na ten nurt wywarła szkoła austriacka oraz, w sprawach handlu i rządzenia państwem, anarchokapitalizm.
Termin paleolibertarianizm ukuł Lew Rockwell w manifeście pt. "Na Rzecz Paleolibertarianizmu" celem wyraźnego oddzielenia moralno-obyczajowego libertynizmu - traktowania wolności jako przyzwolenie moralne od libertarianizmu uznającego wolność za najwyższą wartość w życiu społecznym. Konserwatywni libertarianie opowiadają się przede wszystkim za własnością (w tym autowłasnością), nie narzucają innym przemocą swoich norm obyczajowych, gdyż byłoby to według nich bardziej nieetyczne niż sama czynność uważana za niemoralną, lecz niezwiązana z naruszeniem własności innych. Walter Block pisze: "Obrona takich osób jak prostytutka, producent filmów pornograficznych itp. jest dość ograniczona. Składa się jedynie z twierdzenia, że nie inicjują oni fizycznej przemocy wobec innych ludzi. Dlatego, według zasad libertarianizmu, te czynności nie powinny być karane wyrokiem więzienia lub innymi formami przemocy. Zdecydowanie nie oznacza to, że czynności te są moralne, słuszne czy dobre." Następnie dodaje komentarz, symptomatyczny dla paleolibertarian: "Moja obecna opinia na temat »społecznych i seksualnych perwersji« jest taka, iż żadna z nich nie powinna być zakazana przez prawo, jednak ostro sprzeciwiam się angażowaniu się w każdą z nich."
Jak przedstawił w manifeście L. Rockwell paleolibertarianizm skupia następujące przekonania:
1. Państwo wszechmogące jako instytucjonalne źródło zła przez całą historię.
2. Nieograniczony wolny rynek jako ideał tak moralny, jak i praktyczny.
3. Prywatna własność jako ekonomiczna i moralna konieczność dla społeczeństwa.
4. Państwo zdominowane przez kompleks militarno-przemysłowy jest największym zagrożeniem dla wolności i dobrobytu społeczeństwa.
5. Państwo opiekuńcze jako zorganizowana grabież, która wyniszcza producentów, a ostatecznie także swoich „klientów”.
6. Wolności obywatelskie oparte o prawa własności będące kluczowymi dla sprawiedliwego społeczeństwa.
7. Etyka egalitaryzmu jako moralnie odrażająca oraz niszczycielska dla własności prywatnej i autorytetu społecznego.
8. Autorytet społeczny – wyrażony w rodzinie, kościele, społecznościach lokalnych i innych pośredniczących organizacjach – jako konieczny do ochrony obywatela przed Państwem oraz jest niezbędny do utrzymania wolnego i wartościowego społeczeństwa.
9. Kultura zachodnia jako coś bezwzględnie wartego zachowania i ochrony.
10. Obiektywne standardy moralności – szczególnie te, które można odnaleźć w tradycji Judeo-Chrześcijańskiej – jako konieczne dla wolnościowego i cywilizowanego porządku społecznego.

Równocześnie zauważa, że z pierwszymi sześcioma powinien się zgodzić każdy libertarianin, natomiast na kolejne część odpowie oburzeniem, jednak nie ma w nich nic nielibertariańskiego. Jak pisze, żadna filozofia polityczna nie działa w próżni i potrzebuje tonacji kulturowej. Odrzuca retorykę antyreligijną, modernizm, relatywizm moralny i egalitaryzm, jako szkodzący powszechnemu poparciu społecznemu dla idei, głównie godząc w opinię tradycyjnej klasy średniej. Komentuję:
"W swojej 17-letniej historii Partia Libertariańska nigdy nie przekroczyła 1% w ogólnopaństwowych wyborach, ale dała radę obsmarować najchwalebniejszą ideę polityczną w historii ludzkości libertyńskim gnojem. Dla dobra tej idei pora byśmy zabrali się za usunięcie tego brudu.
Większość Amerykanów zgadza się, że agresja przeciwko niewinnym i ich własności jest zła. Jakkolwiek te miliony to potencjalni libertarianie, odrzuca ich woodstockowy styl ruchu. Hair od dawna nie jest grane na Broadwayu, ale Age of Aquarius wciąż pobrzmiewa w LP.
Antynormy kulturowe, które naznaczają libertariański wizerunek są obrzydliwe. One nie mają nic wspólnego z libertarianizmem per se. Stanowią kłopotliwy bagaż. Jeśli nie porzucimy tego bagażu, przegapimy największą okazję w ciągu wielu dziesięcioleci.
Amerykanie odrzucają Partię Demokratyczną, bo widzą ją jako pogardzającą tymi burżuazyjnymi wartościami. Jeśli kiedykolwiek usłyszeliby o LP, odrzuciliby ją z podobnych powodów."
Hans-Hermann Hoppe definiuje konserwatyzm uznając, że konserwatysta to osoba, która w morzu szumu i anomalii dostrzega to co naturalne i stara się to chronić, przed tym co nienaturalne i tymczasowe. Twierdzi, że podstawą życia społecznego jest rodzina i gospodarstwo domowe, oparte na własności prywatnej i dobrowolnej współpracy. Uznaje naturalną, nie osiągniętą przy użyciu przemocy, hierarchię. W książce pt. "Demokracja, Bóg który zawiódł" po długim wywodzie dochodzi do konkluzji, że kapitalizm oparty na prywatnej własności w połączeniu z egalitarystyczną wielokulturowością jest tak samo nierealny, jak socjalizm z kulturowym konserwatyzmem. Uważa, że współczesny mu ruch libertariański (skupiony wokół Partii Libertariańskiej) próbując połączyć, to co ze sobą nie da się pogodzić, przyczynił się do dalszej erozji prywatnej własności, podobnie jak alians konserwatystów z socjalizmem do erozji modelu tradycyjnej rodziny i moralności. Filozof głosi, że istotą własności prywatnej jest dyskryminacja i należy ją stosować wobec szkodliwych jednostek. Uważa, że systemy społeczne potrzebują mechanizmów samowzmacniających, które zapobiegłyby jego rozkładowi i w tym widzi rolę postawy konserwatywnej.
Przedrostek "paleo" oznacza powrót do korzeni. W latach 60, w związku z wojną w Wietnamie, amerykańskie środowisko libertariańskie rozpoczęło współpracę z Nową Lewicą. Łączył te grupy kluczowy w tamtych czasach, acz niepopularny w mainstreamowych frakcjach Partii Demokratycznej i Partii Republikańskiej postulat zakończenia interwencji zbrojnej oraz przywrócenia polityki izolacjonistycznej w stosunkach międzypaństwowych. Natomiast w latach 90, po upadku ZSRR (co przewidział już w 1920 roku Ludwig von Mises, dowodząc o braku możliwości kalkulacji ekonomicznej w socjalizmie) Rothbard wraz z Rockwellem zdecydowali znowu współdziałać ze Starą Prawicą, jak było pierwotnie. Neokonserwatyzm związany z poparciem dla modelu państwa opiekuńczo-wojennego przechodził załamanie popularności, co chciano wykorzystać. Rothbard pisał:
"Kryzys ruchu konserwatywnego stanowi historyczną szansę dla libertarian. Zimna wojna rozbiła prawicę, teraz można zacząć proces zdrowienia, gdyż maksyma: "wolność to najwyższy polityczny cel człowieka" stanowi sam rdzeń nie tylko libertarianizmu, ale też starego konserwatyzmu. Istnieją różnice, lecz ich liczba spada i żadna z nich nie jest na tyle głęboka, aby uniemożliwić inteligentną wymianę myśli i współpracę."
Reorientacja strategicznych sojuszy była spowodowana przez zmianę klimatu polityczno-ideologicznego (upadek ZSRR) oraz zmęczenie części działaczy osobami nazywanymi przez Rothbarda "Luftmenschen" (z jidysz: wolny duch, lekkoduch). Postawa ta miała odciągać osoby realistycznie patrzące na świat od ruchu, według obserwacji wcześniej wspomnianego myśliciela.

## Znani paleolibertarianie
- Lew Rockwell
- Hans-Hermann Hoppe
- Thomas DiLorenzo
- Joseph Sobran
- Thomas Woods
- Ron Paul
- Janusz Korwin-Mikke